# Quentin Bajac
Quentin Bajac, né en 1965 à Paris, est un conservateur de musée et historien de l'art français spécialisé dans l'histoire de la photographie. Depuis janvier 2019, il est le directeur du Jeu de Paume.

## Biographie
Diplômé de l’Institut national du patrimoine, il est nommé conservateur de la photographie au Musée d'Orsay en 1995. 
Il rejoint le Centre Pompidou en 2003. 
Il est nommé, en 2010, chef du Cabinet de la Photographie au Musée national d'Art moderne, et enseigne à l'École du Louvre. 
En janvier 2013, il devient conservateur en chef de la photographie au MoMA, New York.
En décembre 2018 Quentin Bajac quitte le MoMA pour prendre la direction du Jeu de Paume, succédant à Marta Gili.

## Distinctions
- Chevalier de l'ordre des Arts et des Lettres (2013).

## Commissariat d'exposition
Centre Pompidou, Paris :
- 2003 : Jacques-Henri Lartigue
- 2004 : Bernd et Hilla Becher
- 2005 : William Klein
- 2006 : Les peintres de la vie moderne, collection photographique de la Caisse des Dépôts
- 2008 : Miroslav Tichy
- 2009 : La Subversion des images : surréalisme, photographie, film
- 2010 : Dreamlands
- 2012 : Voici Paris

MoMa, New York :
- 2015 : Scenes for a New Heritage

Fondation Louis Vuitton :
- 2017 : Être moderne, le MoMA à Paris

Jeu de Paume, Paris :
- 2021 : Chefs-d'œuvre photographiques du MoMA. La collection Thomas Walther
- 2022 : Renverser ses yeux. Autour de l'arte povera 1960 - 1975 : photographie, film, vidéo
- 2023 : Julia Margaret Cameron. Capturer la beauté